# Placentación
En biología se denomina placentación a la formación, tipo y estructura, o disposición placentaria. La función de la placentación es transferir nutrientes desde el tejido materno al embrión en crecimiento. La placentación se conoce mejor en las hembras de los mamíferos placentarios (euterios), pero ocurre en otros animales, huevos y angiospermas.

## Placentación en mamíferos
En los mamíferos, la placenta se forma después de la implantación del embrión en la pared del útero. El feto en desarrollo se conecta a la placenta por medio de un cordón umbilical. Las placentas animales se clasifican según el número de tejidos que separan la sangre materna de la circulación fetal. Los tipos de placentas son:
- Placentación endoteliocorial (por ejemplo, en la mayoría de los carnívoros)
- Placentación epiteliocorial (por ejemplo, en los rumiantes y ballenas)
- Placentación hemocorial (por ejemplo, en la mayoría de primates, incluyendo los humanos, en los conejillos de indias, conejos, y ratones)[1]

En la placentación hemocorial, la sangre materna entra en contacto directo con el corion fetal, lo cual no sucede en otros dos tipos de placentación. Esto puede proveer un mejor transporte de nutrientes, pero es más difícil para el sistema de tolerancia inmune en el embarazo evitar el rechazo del feto.<ref>Elliot, M.; Crespi, B. (2006). Placental invasiveness mediates the evolution of hybrid inviability in mammals. The America

## Placentación en plantas
En las plantas, se llama placentación a la disposición de los óvulos en la cavidad del ovario de las angiospermas. El número de placentas es, en general, igual al número de carpelos que forman el ovario. En ciertos casos, sin embargo, puede atrofiarse alguna de las placentas y un ovario pluricarpelar llega a contener un solo óvulo, como por ejemplo en las gramíneas (Poaceae) y las compuestas (Asteraceae).

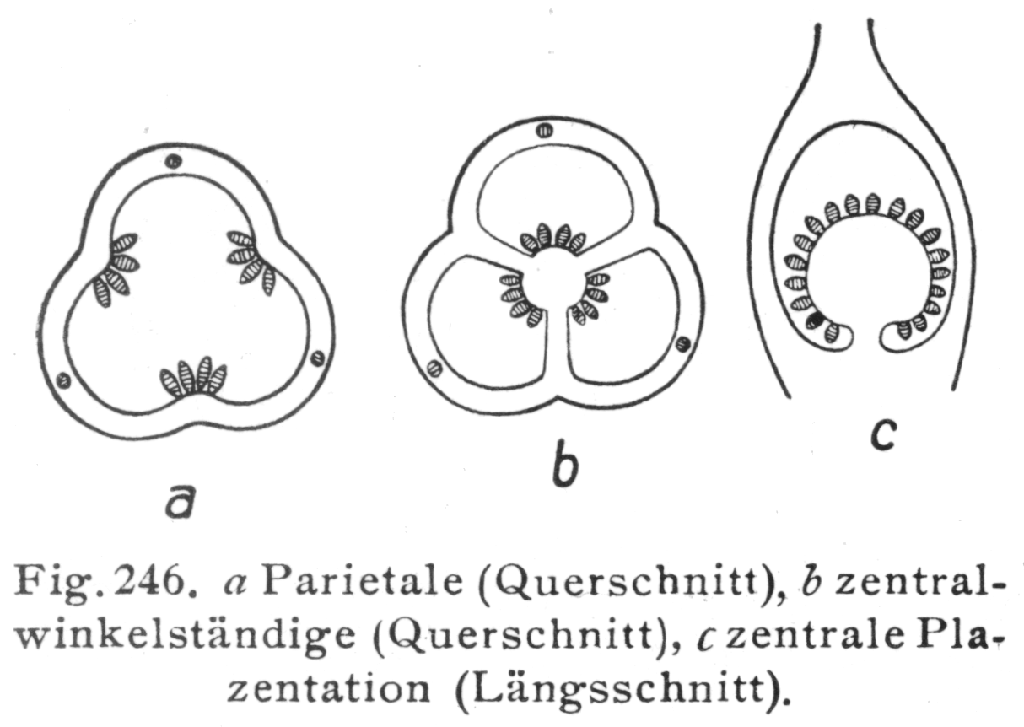
tipos de placentación: (a) parietal, (b) axilar y (c) central.

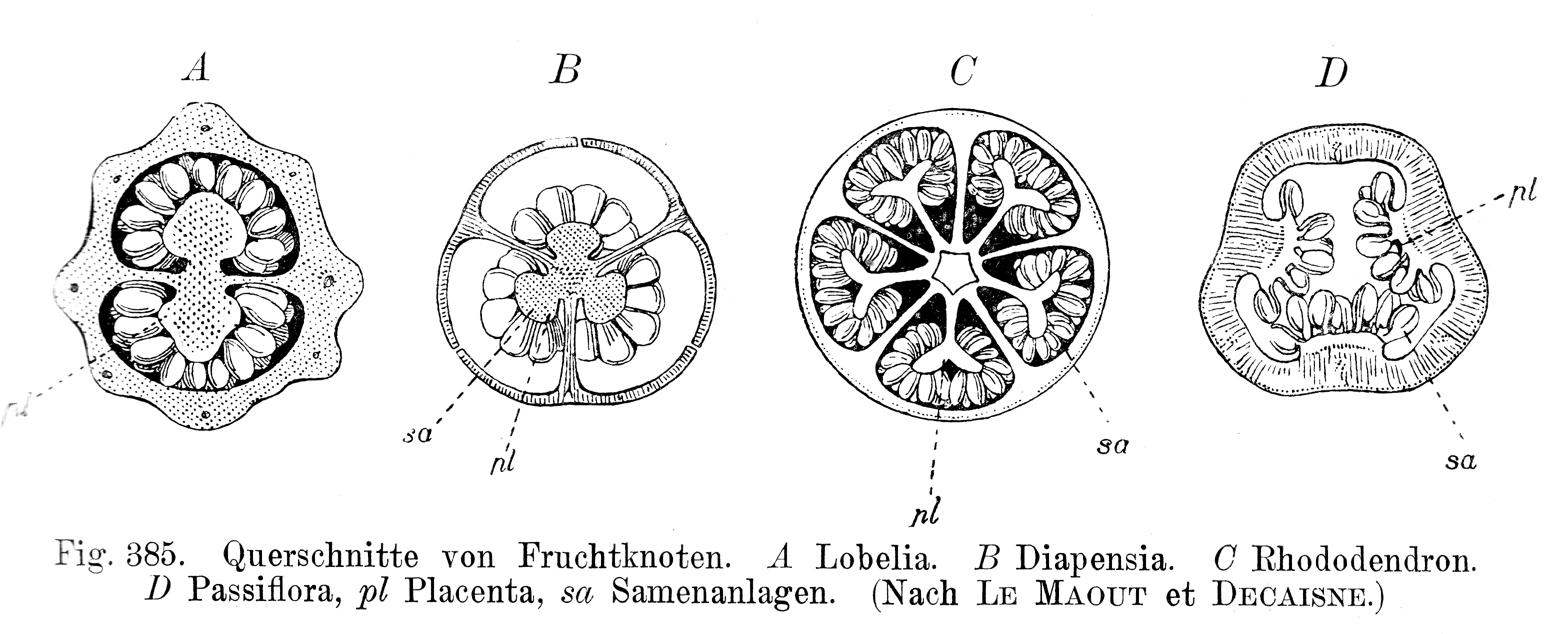
Placentación axilar en un gineceo bicarpelar (A), tricarpelar (B) y pentacarpelar (C). Placentación parietal en Passiflora (D).

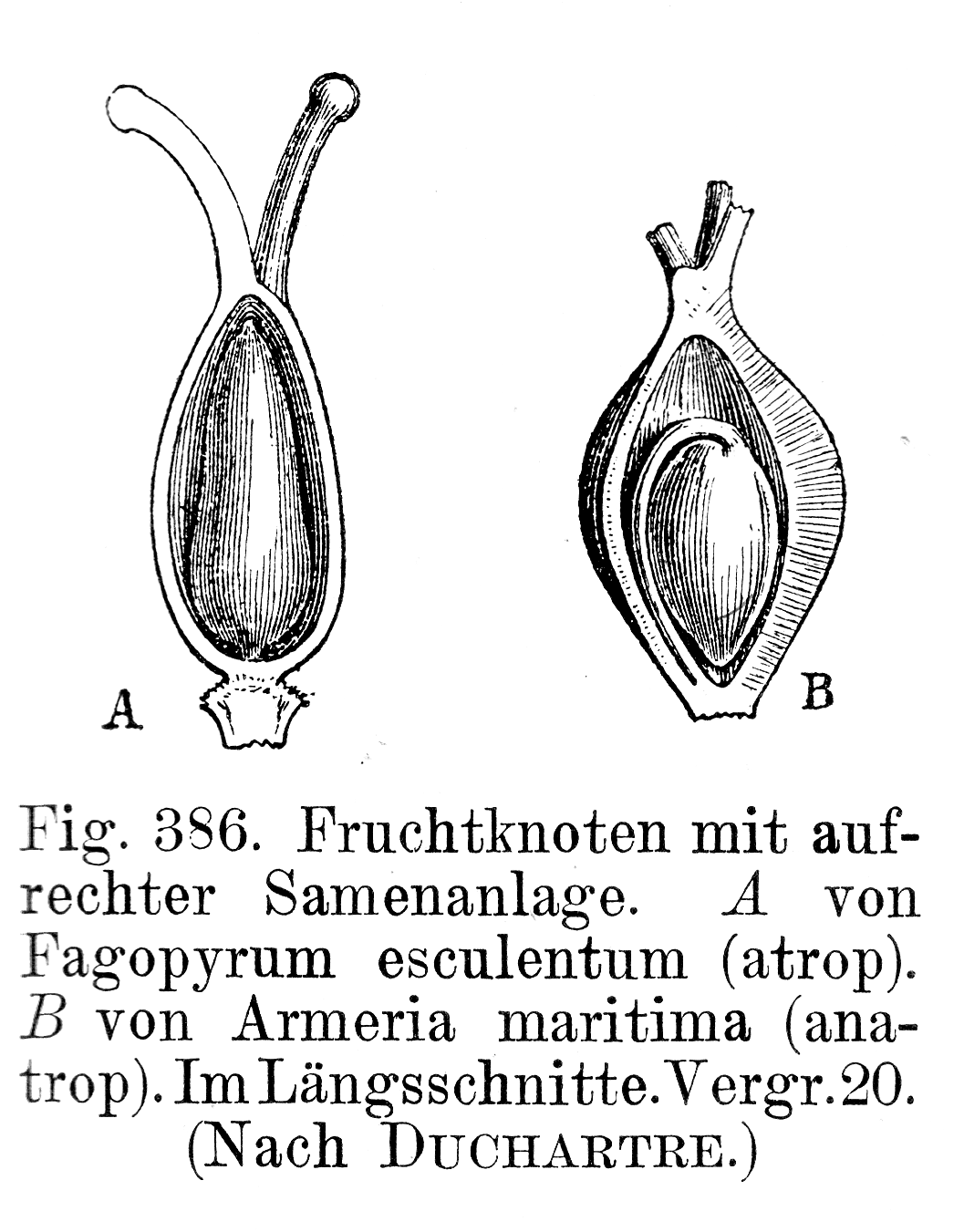
Placentación basal en Fagopyrum esculentum (A) y Armeria maritima (B).

- Placentación marginal: es propia del gineceo unicarpelar (Leguminosas) o dialicarpelar (Magnoliáceas, Ranunculáceas). Cada carpelo tiene una sola placenta que corresponde a la zona de soldadura de la hoja carpelar.

- Placentación parietal: ocurre en el gineceo formado por dos o más carpelos soldados por sus bordes formando una sola cavidad en el ovario, de manera que cada placenta corresponde a los bordes de dos hojas carpelares contiguas. Algunas de las familias que presentan este tipo de placentación son: Orquídeas, Violáceas, Pasifloráceas y Cucurbitáceas. En ciertos géneros se forman falsos tabiques sobre la pared del ovario aumentando la superficie placentaria: es la denominada placentación laminar, típica del género Papaver. En las crucíferas (Brassicaceae) el ovario consta de dos carpelos unidos por los bordes que delimitarían una sola cavidad. No obstante, entre las dos suturas se desarrolla un tabique membranoso llamado replum, el cual separa la cavidad en dos lóculos, y que persiste en los frutos al caer las valvas después de la dehiscencia. Los óvulos se disponen en ambos costados, en dos series para cada carpelo. Una variante de este tipo de placentación, difícil de interpretar por el mero examen del ovario, es la de las Gramíneas (Poaceae). En estas especies el ovario es bicarpelar, unilocular y uniseminado. La posición del óvulo es lateral, como se deduce por la posición del hilo, y la placentación es, por consiguiente, parietal.

- Placentación axilar. Ocurre en el gineceo formado por dos o más carpelos soldados en que cada uno lleva la placenta en el ángulo central, de manera que las suturas placentarias forman una columna adentro del ovario. Los óvulos de cada lóculo quedan así aislados de los vecinos por medio de los tabiques carpelares. Este tipo de placentación es la que se halla en Solanum, Citrus, Liliáceas, Iridáceas, entre otros muchos ejemplos.

- Placentación central. El gineceo unilocular está formado por dos o más carpelos unidos y los óvulos están fijos sobre una columna central y sin tabiques con la pared del ovario. Esta columna puede ser una prolongación basal de la placenta, como en las Primuláceas, o es el conjunto de placentas unidas que persisten luego de la disolución de los tabiques, como en las Cariofiláceas.

- Placentación basal. Este tipo de placentación ocurre en especies con gineceo pluricarpelar y unilocular. El óvulo se dispone en el centro basal de la cavidad del ovario. Es típico de las familias de las Poligonáceas, Quenopodiáceas y Compuestas (Asteraceae).